# ムハンマラ
ムハンマラ(Muhammara、アラビア語: محمرة)は、シリアのアレッポが起源の辛い唐辛子のディップである。レバント料理やトルコ料理で見られる。トルコ西部では、acukaと呼ばれる。

## 材料
基本的な材料としては、新鮮または乾燥したアレッポペッパー、挽いたクルミ、パン粉、オリーブ油である。ニンニク、食塩、レモン汁、ザクロの糖蜜、クミン等のスパイスが加えられることもある。ミントの葉が飾られることもある。

## 利用
パンのディップやトーストのスプレッド、肉や魚をグリルしたケバブのソースとして用いられる。